# NHK群馬南牧テレビ中継局
NHK群馬南牧テレビ中継局（エヌエチケイぐんまなんもくテレビちゅうけいきょく）は、群馬県甘楽郡南牧村にあったNHKのアナログテレビ中継局。

## 概要
- 当中継局は、当時の住所で、甘楽郡南牧村大日向（堂所西方高地）に置かれ電波を発射していたが、共同受信設備の整備で、2000年9月30日に廃止された。

## 中継局概要（廃止時点）
| 放送局名          | チャンネル | 空中線電力        | ERP  | 放送対象地域 | 放送区域内世帯数 | 廃止日        |
| NHK東京教育テレビ | 50ch       | 映像10W /音声2.5W | 不明 | 全国放送     | 不明             | 2000年9月30日 |
| NHK東京総合テレビ | 52ch       | 映像10W /音声2.5W | 不明 | 関東広域圏   | 不明             | 2000年9月30日 |